# Jean de Reszke
Jean de Reszke   (Varsòvia, 14 de gener de 1850 - Niça, 3 d'abril de 1925) fou un tenor polonès, i germà dels també cantants Eduard i Josephine.

## Biografia
Jan Mieczysław Reszke va néixer en unes circumstàncies còmodes a Varsòvia, Polònia del Congrés, l'any 1850. Els seus dos pares eren polonesos; el seu pare, Jan Reszke era un funcionari estatal i un controlador del ferrocarril i la seva mare una cantant amateur capaç, la seva casa era un centre musical reconegut.
La seva mare, Emilia Ufniarska, va ser la primera, que li va ensenyar a cantar. Era una soprano que havia estudiat amb Manuel García i Pauline Viardot, la seva filla. Va cantar amb els seus germans Josephine de Reszke i Édouard de Reszke en una vetllada el 1869 i va cantar solos de soprano quan era nen a la catedral de Varsòvia. Édouard, un baix, va debutar a Aida a París l'abril de 1876.
Reszke va estudiar dret a la universitat de la ciutat, però després d'uns anys va abandonar la seva formació legal per estudiar cant. Inicialment, es va formar com a baríton amb Francesco Ciaffei al Conservatori de Varsòvia, seguit de lliçons amb Antonio Cotogni a Itàlia.
Començà la seva carrera teatral a Venècia, italianitzant el seu cognom en la forma de Reschi. Cantà a Londres com a baríton el 1874, el 1876 ingressà en el teatre Italià, de París, i després va fer diverses gires. Reingressà al Teatre Italià, de París el 1883 i l'any següent creà el rol de Jean (tenor) en l'estrena de Hérodiade, de Massenet. Fou contractat per l'Òpera, on va romandre fins al 1889, en què tornà a marxar per a nombroses gires a l'estranger (Londres, Nova York, Varsòvia, Sant Petersburg, etc.).
Es retirà del teatre a París, on fou professor de cant fins a la seva mort. tenint entre altres alumnes a Maggie Teyte, l'estatunidenca Minnie Saltzmann-Stevens i, la polonesa Adela Wilgocka.